# Dominick Parenteau-Lebeuf
Pour les articles homonymes, voir Parenteau et Lebeuf.
 (mars 2023).
Si vous disposez d'ouvrages ou d'articles de référence ou si vous connaissez des sites web de qualité traitant du thème abordé ici, merci de compléter l'article en donnant les références utiles à sa vérifiabilité et en les liant à la section « Notes et références ».
 (mars 2023).
La mise en forme du texte ne suit pas les recommandations de Wikipédia : il faut le « wikifier ».
Les points d'amélioration suivants sont les cas les plus fréquents. Le détail des points à revoir est peut-être précisé sur la page de discussion.
- Les titres sont pré-formatés par le logiciel. Ils ne sont ni en capitales, ni en gras.
- Le texte ne doit pas être écrit en capitales (les noms de famille non plus), ni en gras, ni en italique, ni en « petit »…
- Le gras n'est utilisé que pour surligner le titre de l'article dans l'introduction, une seule fois.
- L'italique est rarement utilisé : mots en langue étrangère, titres d'œuvres, noms de bateaux, etc.
- Les citations ne sont pas en italique mais en corps de texte normal. Elles sont entourées par des guillemets français : « et ».
- Les listes à puces sont à éviter, des paragraphes rédigés étant largement préférés. Les tableaux sont à réserver à la présentation de données structurées (résultats, etc.).
- Les appels de note de bas de page (petits chiffres en exposant, introduits par l'outil «  Source ») sont à placer entre la fin de phrase et le point final[comme ça].
- Les liens internes (vers d'autres articles de Wikipédia) sont à choisir avec parcimonie. Créez des liens vers des articles approfondissant le sujet. Les termes génériques sans rapport avec le sujet sont à éviter, ainsi que les répétitions de liens vers un même terme.
- Les liens externes sont à placer uniquement dans une section « Liens externes », à la fin de l'article. Ces liens sont à choisir avec parcimonie suivant les règles définies. Si un lien sert de source à l'article, son insertion dans le texte est à faire par les notes de bas de page.
- La présentation des références doit suivre les conventions bibliographiques. Il est recommandé d'utiliser les modèles {{Ouvrage}}, {{Chapitre}}, {{Article}}, {{Lien web}} et/ou {{Bibliographie}}. Le mode d'édition visuel peut mettre en forme automatiquement les références.
- Insérer une infobox (cadre d'informations à droite) n'est pas obligatoire pour parachever la mise en page.

Pour une aide détaillée, merci de consulter Aide:Wikification.
Si vous pensez que ces points ont été résolus, vous pouvez retirer ce bandeau et améliorer la mise en forme d'un autre article.
Dominick Parenteau-Lebeuf (Saint-Jean-sur-Richelieu, 9 février 1971) est une écrivaine, et traductrice québécoise.

## Biographie
Elle a passé sa jeunesse entre la campagne québécoise, la France et l’Australie avant de poser ses malles à Montréal. Diplômée en lettres du Cégep Saint-Jean-sur-Richelieu (1991) et de l’École nationale de théâtre du Canada (1994) en écriture dramatique, Dominick Parenteau-Lebeuf est l’auteure de plusieurs pièce de théâtre qui forment une œuvre singulière où poésie, humour et tragique se côtoient avec audace. D’abord reconnue en Europe, où sa pièce 'Poème pour une nuit d’anniversaire en 1995, le prix Cartes Blanches Aux Auteurs du Théâtre Ouvert (Paris) et où l’éditeur Émile Lansman (Belgique) la prend sous son aile, Dominick Parenteau-Lebeuf se fait ensuite remarquer au Québec avec Dévoilement devant notaire, pièce lauréate du Prix Gratien-Gélinas (1998) et L’autoroute, pièce pour enfants, créée par Le Carrousel (1999). Ses écrits lui ont valu de nombreuses récompenses, dont le Prix Victor‐Martyn‐Lynch‐Staunton (2010) du Conseil des arts du Canada pour l’ensemble de ses réalisations théâtrales.  
À partir du début des années 2000, elle enchaîne les productions à la scène de ses pièces, notamment Univers (2001, avec Herménégilde Chiasson et Robert Marinier), Dévoilement devant notaire (2002), Portrait chinois d’une imposteure (2004), La petite scrap (2005), Filles de guerres lasses (2005), La demoiselle en blanc (2012) et L'amour maternel (2014). Des lectures publiques et résidences d'écriture (Québec, Canada, Europe et États-Unis) feront connaître sa plume et ses œuvres autant en français qu'en allemand, anglais, bulgare, espagnol et italien. En 2015-2016, sa pièce Iris tient salon est traduite en espagnol et mise en scène par Violeta Sarmiento à Mexico. Cette production est ensuite présentée en langue française dans le cadre du festival international Coups de théâtre à Montréal, en mai 2018. En 2019, la compagnie Singulier Pluriel produit sa pièce Valparaiso dans une mise en scène de Julie Vincent.
À partir de 2006, elle travaille comme scénariste sur d’importantes séries pour enfants (Toc Toc Toc, 1,2,3... Géant!, Salmigondis) et, en 2015, son talent est souligné par une nomination aux Gémeaux dans la catégorie « Meilleur texte jeunesse ». En 2021, sa série dramatique annuelle NOUS, produite par Duo Productions, paraît sur le Club Illico et remporte en 2022 le Gémeau de la meilleure série dramatique annuelle. Dominick est également nommée cette année-là pour le Gémeau des meilleurs textes pour une série dramatique annuelle.
En 2021-2022, elle collabore au scénario et co-dialogue Le Successeur, deuxième long-métrage du réalisateur et scénariste français Xavier Legrand.
En 2016, son adaptation de sa pièce La demoiselle en blanc en roman graphique, illustrée par Éléonore Goldberg, paraît chez Mécanique générale et est finaliste au Prix de la critique ACBD de la bande dessinée québécoise. 
Dominick Parenteau-Lebeuf enseigne l’écriture dramatique à l'École nationale de théâtre du Canada, donne des formations à l’étranger et agit comme conseillère à la scénarisation auprès de jeunes réalisateurs. De 2014 à 2019, elle siège à titre d’experte artistique québécoise à la Commission internationale du théâtre francophone (CITF) et elle en assure la coprésidence de 2017 à 2019.

## Écriture

### Publications
- Poème pour une nuit d'anniversaire, Carnières, Belgique, Éditions Lansman, 1997, 46 p.  (ISBN 2-87282-181-3)
- L’Autoroute, Carnières, Belgique, Éditions Lansman, coll. « Nocturnes théâtre », 1999, 45 p.  (ISBN 2-87282-263-1)
- Dévoilement devant notaire, Carnières, Belgique, Éditions Lansman, coll. « Nocturnes théâtre », 2002, 57 p.  (ISBN 2-87282-367-0)
- Portrait chinois d'une imposteure, Carnières, Belgique, Éditions Lansman, coll. « Nocturnes théâtre », 2003, 69 p.  (ISBN 2-87282-427-8)
- Filles de guerres lasses, Carnières, Belgique, Éditions Lansman, coll. « Nocturnes théâtre », 2005, 45 p.  (ISBN 2-87282-512-6)
- Parc Lafontaine, Carnières, Belgique, Éditions Lansman, coll. « Lansman Jeunesse », 2005, 71 p.  (ISBN 2-87282-489-8)
- La Petite Scrap , Carnières, Belgique, Éditions Lansman, coll. « Nocturnes théâtre », 2005, 69 p.  (ISBN 2-87282-478-2)
- La demoiselle en blanc[3],  ill. Eléonore Goldberg, Montréal, (Québec), Canada, Éditions Mécanique générale, 2016, 304 p.  (ISBN 978-2-922827-72-9)
- Iris hace sala - Iris tient salon, Manage, Belgique, Éditions Lansman, 2018, 36 p.  (ISBN 978-2-8071-0195-1)
- Valparaiso, Manage, Belgique, Éditions Lansman, 2019, 88 .  (ISBN 978-2-8071-0254-5)

### Œuvres portées à la scène
2019 : Valparaiso, mise en scène de Julie Vincent, Production : Singulier Pluriel, Montréal,
2016 : Iris hace sala, mise en scène de Violeta Sarmiento, Mexico
2014 : Young Lady in White, mise en scène de Christopher Bedford, Ottawa
2014 : Je ne suis jamais en retard, collectif d'auteures (Nicole Brossard, Marie-Eve Gagnon, Nicole Lacelle, Marilyn Perreault), mise en scène de Markita Boies, Centre du Théâtre d'Aujourd'hui, Montréal
2011 : Contes urbains, collectif d'auteurs (Michel Marc Bouchard, Fabien Cloutier, Chrystine Brouillet, André Richard, Marcel Sabourin), mise en scène de Martin Desgagné, Théâtre de La Licorne
2005 : Filles de guerres lasses, mise en scène de Caroline Binet, Centre du Théâtre d'Aujourd'hui, Montréal
2002 : Dévoilement devant notaire, mise en scène de Marc Béland, Centre du Théâtre d'Aujourd'hui, Montréal

## Prix et distinctions
- 2022: Nomination aux Prix Gémeaux pour Meilleur texte série dramatique annuelle – NOUS
- 2016: Nomination de La demoiselle en blanc (Mécanique générale) finaliste au Prix de la critique ACBD de la bande dessinée québécoise
- 2015: Nomination aux Prix Gémeaux pour Meilleur texte jeunesse – L’Ordre des Grands Enfants (Toc Toc Toc)
- 2015: Nomination aux Rideaux Awards (Ottawa) pour Outstanding New Work – Young Lady In White
- 2012: Nomination de La demoiselle en blanc (Lansman éditeur) au Prix SACD de la Dramaturgie de langue française
- 2010: Prix Victor-Martyn-Lynch-Stanton (théâtre) du Conseil des arts du Canada
- 2005: Trille d’Or à la chanson L’homme exponentiel, paroles de Dominick Parenteau-Lebeuf, musique de Daniel Bédard et Stéphane Paquette (industrie musicale franco-canadienne)
- 2003: Masque de la Production franco-canadienne pour Univers, une pièce coécrite avec Robert Marinier et Herménégilde Chiasson
- 1998: Prix Gratien-Gélinas pour Dévoilement devant notaire
- 1998: Récipiendaire du premier prix du concours de nouvelles du Voir pour Vive la Canadienne !
- 1995: Prix Cartes blanches aux auteurs de Théâtre Ouvert (Paris) pour Poème pour une nuit d’anniversaire